# Pottendorf

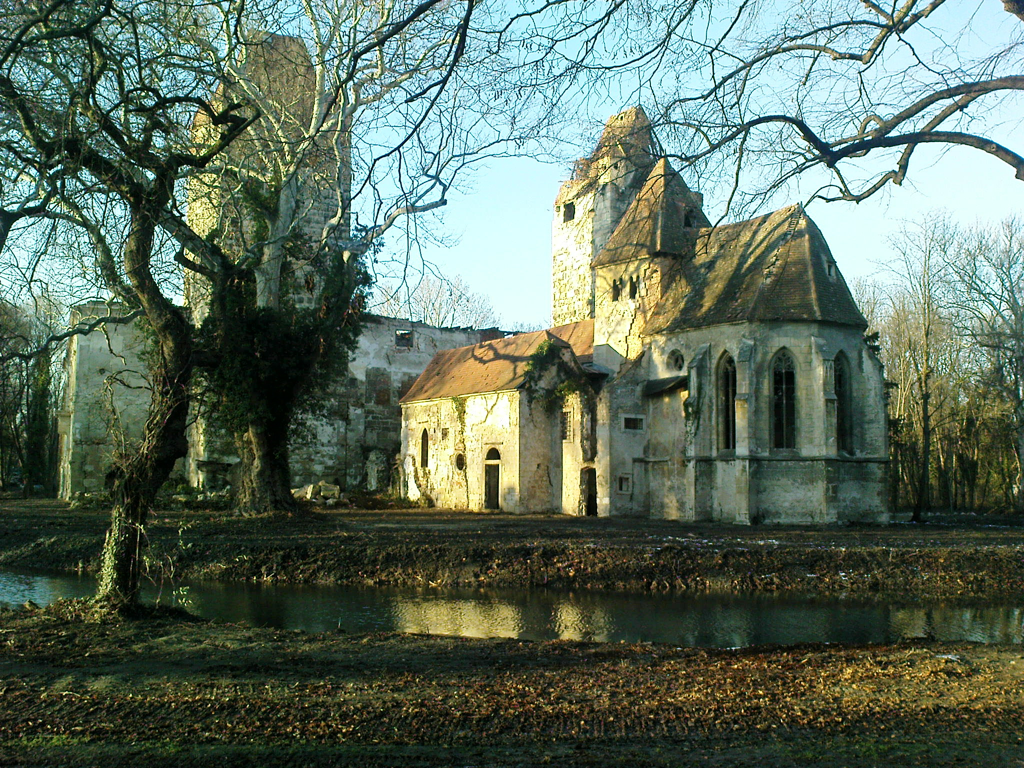
Schloss Pottendorf

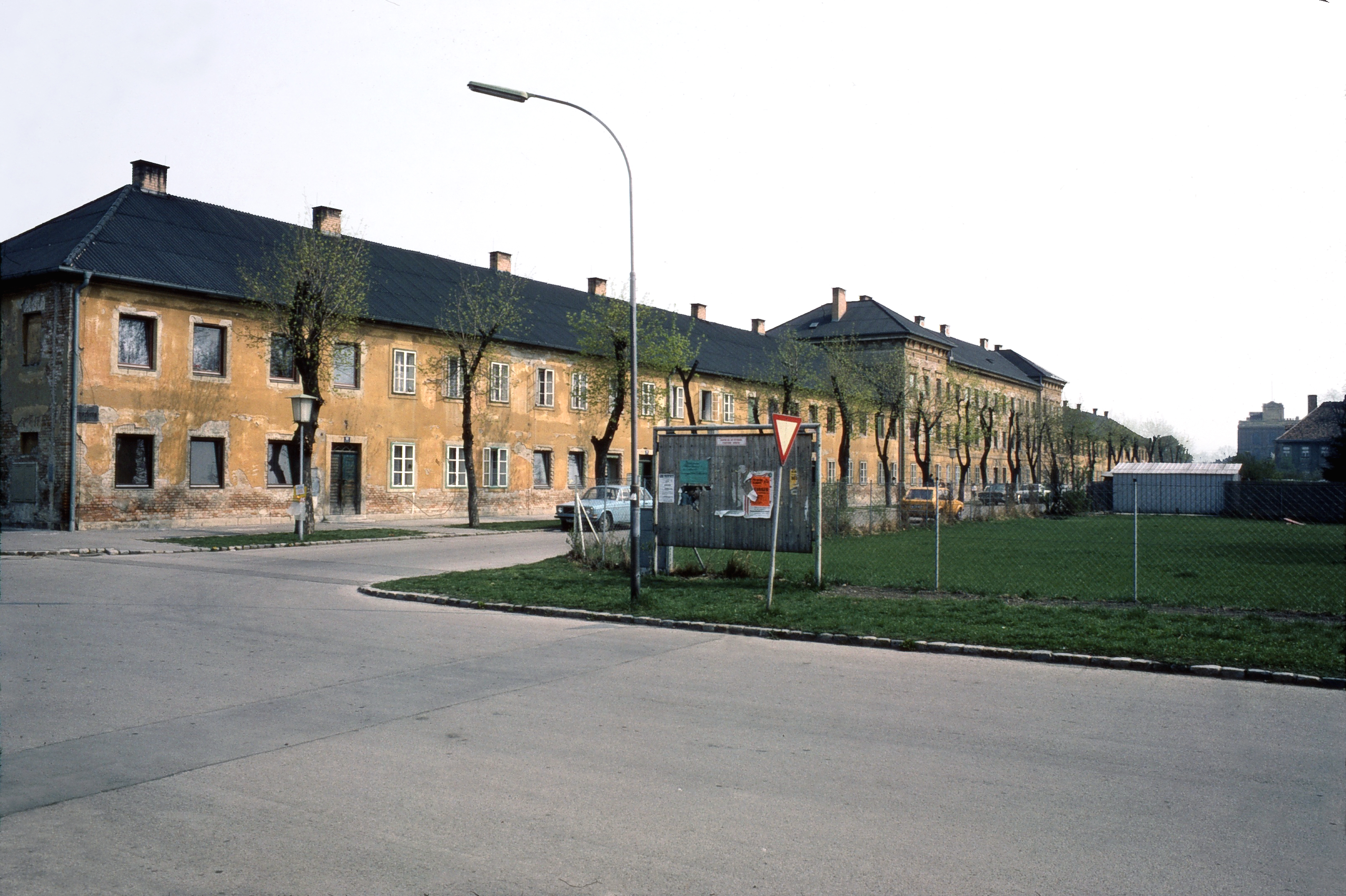
Pottendorf, Hennebergplatz 3–11, ehem. Arbeiterwohnhaus Graues Haus, errichtet 1860/61 (Aufnahme: um 1980)

Pottendorf ist eine Marktgemeinde mit 7770 Einwohnern (Stand 1. Jänner 2025) im Bezirk Baden in Niederösterreich. 

## Geografie
Pottendorf liegt im Industrieviertel in Niederösterreich, sein Gemeindegebiet grenzt im Osten an das Burgenland. Die Fläche der Marktgemeinde umfasst 39,81 Quadratkilometer. 7,87 Prozent der Fläche sind bewaldet.

### Gemeindegliederung
Das Gemeindegebiet umfasst seit 1. Jänner 1972 folgende vier Ortschaften (in Klammern Einwohnerzahl Stand 1. Jänner 2025):
- Landegg (1094)
- Pottendorf (5084)
- Siegersdorf (734)
- Wampersdorf (858)

Die Gemeinde besteht aus den Katastralgemeinden Landegg, Pottendorf, Siegersdorf und Wampersdorf.

### Nachbargemeinden
| Tattendorf, Blumau-Neurißhof, Schönau an der Triesting, Sollenau | Oberwaltersdorf Ebreichsdorf                | Seibersdorf                           |
|                                                                  | Kompassrose, die auf Nachbargemeinden zeigt | Wimpassing an der Leitha (Burgenland) |
| Ebenfurth                                                        |                                             | Hornstein (Burgenland)                |

## Geschichte

Pottendorf (Mitte) und Umgebung um 1873 (Aufnahmeblatt der Landesaufnahme)

Seinen Ortsnamen verdankt Pottendorf wahrscheinlich einem seiner ersten Siedler, dem im 11. Jahrhundert lebenden, aus dem Geschlecht der Aribonen stammenden Potho (Botho), als Grenzbefestigung an der Leitha gegen Ungarn. Er gab vermutlich dem Ort, der um die Burg entstand, seinen Namen „Potodorf“ (später Pottendorf). Erstmals urkundlich erwähnt wurde die Burg um 1130. An anderer Stelle wird ein Rudolf von Pottendorf als Erbauer der Burg um 1090 genannt.
Die Burg und ihre Besitzer bildeten für lange Zeit das Kernstück des Ortes, der 1459 erstmals als Markt bezeichnet wurde. Nach Aussterben der Aribonen 1488 kam der Ort an die Zinzendorf, unter deren Herrschaft die Burg in ein Wohnschloss umgebaut und mit der zuvor freistehenden Kapelle verbunden wurde. Von 1606 bis 1635 waren die Freiherren von Königsberg die Herren von Pottendorf. Von 1530 bis 1627 war der Ort protestantisch.
1665 erlangte Ferenc Graf Nádasdy die Herrschaft über das Schloss. Unter ihm gingen aus der Pottendorfer Schlossdruckerei mit Hilfe des Antwerpener Buchdruckers Hieronymus Verdussen die sogenannten „Pottendorfer Drucke“ hervor; er richtete eine Bibliothek und eine Kunstsammlung ein. Doch Nádasdy war auch in die Magnatenverschwörung gegen Kaiser Leopold I. verwickelt, wurde deshalb in der Pottendorfer Burg verhaftet und am 30. April 1671 in Wien hingerichtet. Sein Vermögen wurde beschlagnahmt.
Dank eines Schutzbriefes kam Pottendorf beim Türkeneinfall 1683 relativ glimpflich davon. In der Burg bezog lediglich eine türkische Abordnung Quartier, die jedoch mit Ende der Belagerung Wiens wieder abzog. Wampersdorf und Landegg hingegen wurden niedergebrannt. 
1702 erwarb Gundaker Thomas Graf Starhemberg die Herrschaft und ließ 1714 bis 1717 nach den Plänen von Lucas von Hildebrandt die barocke Pfarrkirche erbauen. Die Burg ließ er in barockem Stil umgestalten ud den Schlosspark erweitern, wofür die nördliche Häuserzeile an der Badener Straße niedergerissen wurde; die Bewohner wurden im sogenannten Neustift nordöstlich des Parks angesiedelt.
1803 erwarb Fürst Nikolaus II. Esterházy de Galantha die Herrschaft. Er ließ den Schlosspark zu einem Englischen Garten umgestalten.

### Spinnerei und Industrialisierung
Bis 1800 war Pottendorf eine kleine Bauern- und Handwerkergemeinde um die Burg. 1801 plante die k.k. priv. octr. Wiener Leih- und Wechselbank, angeregt durch den Aufschwung der englischen Baumwollspinnerei und die dabei erzielten Gewinne, ein ähnliches Unternehmen auch in Österreich ins Leben zu rufen. Die zahlreichen Kottonfabriken und -manufakturen im Viertel unter dem Wienerwald versprachen einen gesicherten Absatzmarkt.
Auf der Suche nach einem Mann, der dies auch in Österreich verwirklichen konnte, wurde in Hamburg John Thornton (später Johann Thornton), ein Mechaniker aus Manchester, ausfindig gemacht. Da in England die Ausfuhr von Maschinen oder Plänen für die Spinnerei bei Todesstrafe verboten war, hatte sich Thornton infolge seiner mit Diebstahl von Konstruktionsplänen begründeten In-absentia-Verurteilung nach Hamburg abgesetzt.
Thornton entschied sich in seiner Letztauswahl für Pottendorf als Standort des zu gründenden Werks. Dafür waren mehrere Gegebenheiten maßgeblich: erstens die Nutzung der Wasserkraft der Leitha zum Antrieb der Spinnmaschinen, zweitens bestand im Ort Pottendorf eine im Textilgewerbe bereits ausgebildete Bevölkerung, drittens wies das Unternehmen eine günstige Absatz- und Verkehrslage nahe der Wiener Neustädter Pforte auf und viertens konnte man aus dem nahen Ungarn billige Arbeitskräfte gewinnen.
1802 wurde mit dem Bau begonnen, der dann 1804 vollendet wurde. Da es als vorteilhaft erachtet wurde, erwarb Fürst Nikolaus II. Esterházy de Galantha, Gesellschafter der projektfinanzierenden k.k. priv. Garnmanufakturgesellschaft, Wien, die Herrschaft Pottendorf und überließ bis zur Fertigstellung der Fabriksbauten das herrschaftliche Schloss als Produktionsstätte.
Thornton ging mit bemerkenswerter Energie ans Werk. Er bezog viele Handwerker des Ortes in die Arbeit ein: Schuhmacher und Sattler zur Fertigung der Antriebsriemen, Tischler für Einrichtung sowie Maschinengestelle, Drechsler zur Erzeugung von Garnspulen, und Bürstenbinder mussten nun große Bürsten zum „Aufkrempeln“ der Baumwolle erzeugen. Alois Senefelder gelang hier in Zusammenarbeit mit Thornton bereits 1802 Baumwollstoffe kostengünstig mit der damals neuen Technik der Lithographie zu bedrucken.
Thornton ließ ein eigenes Gusswerk bauen, Werkstätten, in denen Feilen nach englischer Art erzeugt wurden und eine Ziegelfabrik um die nötigen Bauwerke, 5- und 6-stöckige „Faktoreien“ zu errichten. Die ersten Spinnmaschinen wurden im Schloss gebaut. Thornton wohnte im gegenüberliegenden „Gaupmannhaus“, der Antrieb der ersten Maschinen erfolgte durch Muskelkraft, erst als der Versuch positiv verlief, begann der Bau des Werkskanales mit den drei großen Wasserrädern.
Als Thornton 1813 wegen seiner Verdienste um die österreichische Industrie in den erbländischen Ritterstand erhoben wurde, trat an seine Stelle sein Bruder Jonathan Thornton, der aus England nachgekommen war.
Die Spinnfabrik brachte Bewegung in die kleine Ortschaft, die um 1800 etwa 100 Häuser und höchstens 600 Einwohner zählte. Zuwanderer aus vielen Ländern kamen und suchten Arbeit in der neuen Industrie, die Fabriksgesellschaft baute neue Wohnungen und Betriebsstätten. Innerhalb von dreißig Jahren wuchs die Bevölkerung auf über 3000 Einwohner. 1835 besaß Pottendorf die größte Baumwollgarnspinnmanufaktur der Monarchie (1600 Beschäftigte, 240 Mules mit 43.200 Spindeln, 60 Water-Maschinen mit 4.560 Spindeln, 733 Hilfsmaschinen).
Am 1. September 1871 nahm die Bahnstrecke von Wiener Neustadt nach Gramatneusiedl (heute Teil der Pottendorfer Linie) mit dem Bahnhof Pottendorf-Landegg den Betrieb auf.
1912 wurde die Spinnerei mit der Felixdorfer Weberei vereinigt. In der Zwischenkriegszeit gehörte das Unternehmen zum böhmischen Textilkonzern Mautner.
1976 schloss die „Pottendorfer Spinnerei und Felixdorfer Weberei“, wie der Betrieb sich nun nannte, seine Pforten. Mit der Errichtung der Pottendorfer Spinnerei hatte eine neue Epoche der industriellen Entwicklung begonnen – die einfache Maschine begann die manuelle Arbeitskraft zu ersetzen.

### 20. Jahrhundert
Im Zuge der Luftangriffe im Zweiten Weltkrieg wurde 1944 auch die Pottendorfer Fabrik bombardiert, sodass ein Teil der Anlagen abgebrochen wurde. 
Von Juni bis Dezember 1944 wurden von der Gutsverwaltung Esterházy ungarische Juden zur Zwangsarbeit für landwirtschaftliche Tätigkeiten in Pottendorf eingesetzt.
Im Jahr 1972 wurden die bis dahin selbständigen Gemeinden Landegg, Wampersdorf und Siegersdorf mit der Gemeinde Pottendorf vereinigt.
Mit Bescheid der Niederösterreichischen Landesregierung vom 11. Februar 2003 wurde der Gemeinde das Gemeindewappen verliehen.
Heute ist Pottendorf eine Wohngemeinde mit kleinstädtischem Charakter.

### Einwohnerentwicklung
| Pottendorf: Einwohnerzahlen von 1869 bis 2025       | Pottendorf: Einwohnerzahlen von 1869 bis 2025 | Pottendorf: Einwohnerzahlen von 1869 bis 2025 | Pottendorf: Einwohnerzahlen von 1869 bis 2025 | Pottendorf: Einwohnerzahlen von 1869 bis 2025 |
| --------------------------------------------------- | --------------------------------------------- | --------------------------------------------- | --------------------------------------------- | --------------------------------------------- |
| Jahr                                                |                                               |                                               |                                               | Einwohner                                     |
| 1869                                                | 1869                                          |                                               | 4.286                                         | 4.286                                         |
| 1880                                                | 1880                                          |                                               | 4.768                                         | 4.768                                         |
| 1890                                                | 1890                                          |                                               | 4.791                                         | 4.791                                         |
| 1900                                                | 1900                                          |                                               | 5.200                                         | 5.200                                         |
| 1910                                                | 1910                                          |                                               | 4.993                                         | 4.993                                         |
| 1923                                                | 1923                                          |                                               | 5.714                                         | 5.714                                         |
| 1934                                                | 1934                                          |                                               | 5.421                                         | 5.421                                         |
| 1939                                                | 1939                                          |                                               | 5.217                                         | 5.217                                         |
| 1951                                                | 1951                                          |                                               | 4.892                                         | 4.892                                         |
| 1961                                                | 1961                                          |                                               | 4.888                                         | 4.888                                         |
| 1971                                                | 1971                                          |                                               | 5.127                                         | 5.127                                         |
| 1981                                                | 1981                                          |                                               | 5.328                                         | 5.328                                         |
| 1991                                                | 1991                                          |                                               | 5.482                                         | 5.482                                         |
| 2001                                                | 2001                                          |                                               | 5.930                                         | 5.930                                         |
| 2011                                                | 2011                                          |                                               | 6.387                                         | 6.387                                         |
| 2021                                                | 2021                                          |                                               | 7.466                                         | 7.466                                         |
| 2025                                                | 2025                                          |                                               | 7.770                                         | 7.770                                         |
| Quelle(n): Statistik Austria, Gebietsstand 1.1.2021 |                                               |                                               |                                               |                                               |

Im Juni 2006 waren 6678 Personen in Pottendorf gemeldet, davon 647 Zweitwohnsitzer.

## Kultur und Sehenswürdigkeiten
- Schloss Pottendorf: Das Schloss, das den Krieg trotz eines kleineren Bombentreffers weitgehend unversehrt überstanden hatte, ist nach 1945 durch Vernachlässigung und Devastierung zu einer Ruine geworden. Am 4. September 2006 wurde das Schlossparkareal über Initiative von Bürgermeister Thomas Sabbata-Valteiner durch die Marktgemeinde Pottendorf angekauft. Im Frühjahr 2008 wurde mit der Revitalisierung des Schlossparks begonnen.
- Rother-Hof: Durch das Engagement einer Vereinigung aktiver Bürger konnte der Rothe-Hof, das – von der Gemeinde erworbene – traditionelle Esterhazy'sche Verwaltungsgebäude in den letzten Jahren zum Großteil saniert und zum Heimatmuseum umgestaltet werden.
- Katholische Pfarrkirche Pottendorf hl. Jakobus der Ältere: Graf Gundaker Thomas Starhemberg, Besitzer der Herrschaft Pottendorf, beschließt 1710 eine neue große Pfarrkirche zu erbauen. Architekt ist Johann Lucas von Hildebrandt, sein ausführender Maurermeister Franz Jänggl. Die Kaisersteinbrucher Steinmetzmeister Johann Georg Haresleben, Simon Sasslaber und Franz Trumler lieferten dazu Werksteine aus Kaiserstein, sie arbeiten „auf gleichen Gewinn“.
- Katholische Pfarrkirche Wampersdorf hl. Nikolaus
- Katholische Filialkirche Landegg Zur Kreuzerhöhung: Der Bau geht auf eine Stiftungsurkunde von Frau Regina Katharina Berchtoldin aus dem Jahr 1650 zurück und fiel zweimal Verwüstungen – erstmals durch die Türken und dann den Wirren des Zweiten Weltkriegs – zum Opfer.
- Katholische Filialkirche Siegersdorf hl. Anna

## Wirtschaft und Infrastruktur
Nördlich erstreckt sich der Windpark Pottendorf.
Nichtlandwirtschaftliche Arbeitsstätten gab es im Jahr 2001 207, nach der Erhebung 1999 gab es 72 land- und forstwirtschaftliche Betriebe. Erwerbstätige am Wohnort waren nach der Volkszählung 2001 2529 Personen. Die Erwerbsquote lag 2001 bei 43,86 Prozent. Im Jahresdurchschnitt 2003 gab es am Ort 77 Arbeitslose.

### Öffentliche Einrichtungen
In der Gemeinde gibt es drei Kindergärten, eine Volksschule und eine Neue Mittelschule.

### Verkehr
Pottendorf liegt an der Pottendorfer Linie zwischen Wien und Wiener Neustadt, am Haltepunkt Pottendorf-Landegg halten die Linien REX6 (Deutschkreutz – Wien Hbf – Bratislava-Petržalka) und S60 (Bruck an der Leitha – Wien Hbf – Wiener Neustadt).
Der Ort ist über die Anschlussstelle 13 Pottendorf an die Südost Autobahn A3 angeschlossen und liegt an der Leitha Straße B60.

### Sport
- SVg. Pottendorf
- USC Wampersdorf

## Politik

### Gemeinderat
Der Gemeinderat hatte 29 Mitglieder und 33 Mitglieder ab dem Jahr 2025.
- Nach den Gemeinderatswahlen in Niederösterreich 1975 hatte der Gemeinderat folgende Verteilung: 16 SPÖ, 11 ÖVP und 2 KLS.
- Nach den Gemeinderatswahlen in Niederösterreich 1980 hatte der Gemeinderat folgende Verteilung: 18 SPÖ, 10 ÖVP und 1 KLS.
- Nach den Gemeinderatswahlen in Niederösterreich 1985 hatte der Gemeinderat folgende Verteilung: 14 SPÖ, 14 ÖVP und 1 KLS.
- Nach den Gemeinderatswahlen im Oktober 1985 hatte der Gemeinderat folgende Verteilung: 15 ÖVP, 13 SPÖ und 1 KLS.
- Nach den Gemeinderatswahlen in Niederösterreich 1990 hatte der Gemeinderat folgende Verteilung: 19 ÖVP und 10 SPÖ.
- Nach den Gemeinderatswahlen in Niederösterreich 1995 hatte der Gemeinderat folgende Verteilung: 15 ÖVP, 10 SPÖ, 3 AFP und 1 UBL.[12]
- Nach den Gemeinderatswahlen in Niederösterreich 2000 hatte der Gemeinderat folgende Verteilung: 16 ÖVP, 11 SPÖ, 1 AFP und 1 FPÖ.[13]
- Nach den Gemeinderatswahlen in Niederösterreich 2005 hatte der Gemeinderat folgende Verteilung: 15 SPÖ und 14 ÖVP.[14]
- Nach den Gemeinderatswahlen in Niederösterreich 2010 hatte der Gemeinderat folgende Verteilung: 19 SPÖ, 7 ÖVP und 3 FPÖ.[15]
- Nach den Gemeinderatswahlen in Niederösterreich 2015 hatte der Gemeinderat folgende Verteilung: 17 SPÖ, 8 ÖVP, 3 FPÖ und 1 NEOS.[16]
- Nach den Gemeinderatswahlen in Niederösterreich 2020 hatte der Gemeinderat folgende Verteilung: 15 SPÖ, 12 ÖVP, 1 Forum Pottendorf und 1 FPÖ.[17]
- Nach den Gemeinderatswahlen in Niederösterreich 2025 hat der Gemeinderat folgende Verteilung: 17 SPÖ, 12 ÖVP und 4 FPÖ.[18]

### Bürgermeister
- bis 1985 Karl Pallinger (SPÖ)
- 1985–2005 Helmut Doppler (ÖVP)
- seit 2005 Thomas Sabbata-Valteiner (SPÖ)[19]

### Wappen
Blasonierung: „In Silber auf grünem Boden zwischen zwei silbernen rot gedeckten Gebäuden mit schwarzen Fenstern eine silberne Mauer von unterschiedlicher Höhe mit einem kleinen roten rechteckigen Tor und einem großen roten Rundbogentor, das kleinere Tor rot gedeckt, das größere mit drei schwarzen Spinnrocken besteckt.“ Die Gemeindefarben wurden vom Gemeinderat mit Grün-Weiß-Rot festgelegt.

## Persönlichkeiten

### Söhne und Töchter der Gemeinde
- Andreas Rauch (1592–1656), Komponist
- Gustav Eder (1861–1909), Bürgermeister von Linz
- Josef Heinzl (1869–1923), Gewerkschafter und Politiker
- Otto Glöckel (1874–1935), Politiker und Schulreformer
- Karl Swoboda (1874–1953), Arzt und Politiker
- Friedrich Kratochwjle (1882–1956), Gartenarchitekt
- Hans Lang (1898–1971), Maler und Grafiker, Mediziner und Publizist
- Karl Rabe (1895–1968), Ingenieur, Konstrukteur für Porsche
- Karl Stojka (1931–2003), Künstler und Zeitzeuge

### Mit der Gemeinde verbundene Persönlichkeiten
- Helmut Doppler (* 1945), Angestellter, Bürgermeister und Abgeordneter zum Landtag von Niederösterreich
- Alfred Riedl (1949–2020), Fußballspieler und -trainer
- Elvira Schmidt (* 1970), Politikerin (SPÖ)
- Goran Žižak (* 1968), Sänger